# Maria Antónia da Áustria
Maria Antónia Teresa Josefa de Habsburgo (em alemãol: Maria Antonia Theresia Josepha von Habsburg; 18 de janeiro de 1669 – 24 de dezembro de 1692) foi uma arquiduquesa da Áustria por nascimento e Princesa-Eleitora da Baviera por casamento com Maximiliano II Emanuel. Foi uma figura central na política europeia do final do século XVII por ser durante sua vida a herdeira por direito ao trono espanhol, disputado pelas principais potências da época. 

## Início de vida

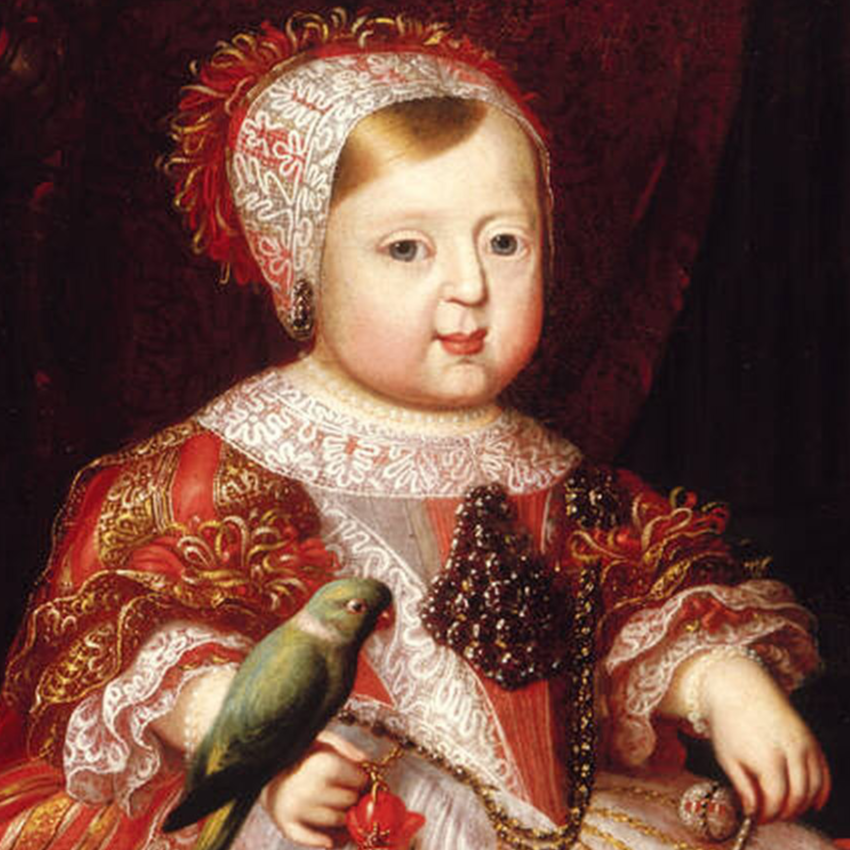
Maria Antónia, quando criança, com um papagaio
Por Gerard Du Chateau, c. 1670. No Museu Nacional da Baviera.

Nascida em 18 de janeiro de 1669, no Palácio Imperial de Hofburg, em Viena, a arquiduquesa Maria Antónia era a segunda filha do Imperador Romano-Germânico Leopoldo I e de sua esposa Margarida Teresa da Espanha, a musa da pintura As Meninas de Velázquez.
O seu nascimento é resultado de uma endogamia crônica praticada pelos Habsburgos durante os séculos XVI e XVII. O seu pai Leopoldo era, simultaneamente, tio materno da mãe de Maria Antónia, bem como seu primo co-irmão. Além disso, os seus avós maternos, Filipe IV da Espanha e Maria Ana da Áustria, também eram tio e sobrinha. Seu coeficiente endogâmico era maior do que o de uma criança nascida de um pai e filho, ou irmão e irmã.
Desde a infância, Maria Antónia foi uma jovem inteligente e culta, partilhando a paixão musical de seus pais.[carece de fontes?]
O último Habsburgo da Espanha, o rei Carlos II, não teve descendência devido às suas graves deformidades e doenças. De acordo com as leis sucessórias espanholas, Maria Antónia seria a sua legítima sucessora se tivesse vivido o tempo suficiente, uma vez que era a única filha sobrevivente da imperatriz Margarida Teresa, irmã de rei Carlos II. Outra irmã de Carlos II, Maria Teresa, foi desprovida de qualquer direito ao trono espanhol quando do seu casamento com o rei Luís XIV da França, mediante pagamento de um grande dote de 500 000 escudos. No entanto, a Espanha nunca pagou a quantia acordada, o que levou Luís XIV, posteriormente, a reclamar o trono espanhol para os descendentes de Maria Teresa.
Durante a sua infância, ficou decidido que ela casaria com o seu tio materno, o rei Carlos II, mas este plano acabou por se gorar por circunstâncias políticas. Como alternativa, pensou-se em casá-la com Vítor Amadeu II, Duque de Saboia, projeto que também falhou. Em 1680, sua tia materna, Maria Teresa tentou casá-la com seu filho, o Grande Delfim da França, mas o plano foi frustrado pelo próprio Luís XIV, que decidiu casar o Grande Delfim com Maria Ana Vitória da Baviera. De qualquer forma, o pai de Maria Antónia, o imperador Leopoldo I, não queria fazer uma aliança com a França.

## Casamento

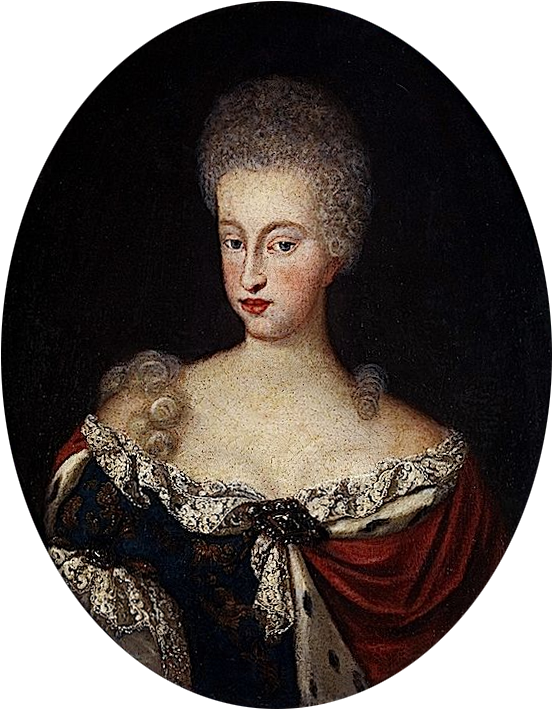
Maria Antónia

Finalmente, Maria Antónia casou com Maximiliano II Emanuel, o Príncipe Eleitor da Baviera, da casa de Wittelsbach, em 15 de julho de 1685 em Viena. Maximiliano casou-se com ela movido pela ambição de herdar o trono espanhol. Na altura do casamento, houve um desacordo entre a avó materna de Maria Antónia, a rainha Maria Ana da Espanha, e seu pai imperador Leopoldo I. Maria Ana era leal aos direitos dinásticos da neta acima dos da casa de Habsburgo, ao passo que Leopoldo I defendia a hegemonia da dinastia sobre os territórios que reinava e, numa tentativa de fortalecer a reivindicação de seu filho José, fez Maria Antónia renunciar a seus direitos ao trono logo após seu casamento. Em troca, Leopoldo I fez do genro o novo governador dos Países Baixos Espanhóis.
O casamento deles foi muito infeliz, pois o extrovertido Maximiliano e a introvertida e séria Maria Antónia tinham pouco em comum. Apesar das diferenças, o casal teve três filhos: Leopoldo Fernando (1689), Antônio (1690) e José Fernando (1692–1699), herdeiro do trono espanhol. Maria Antónia teria sido ofendida pela constante infidelidade de Maximiliano e, quando foi nomeado governador dos Países Baixos Espanhóis, e partiu para Bruxelas na companhia de sua amante Condessa Canozza, Maria Antónia partiu para o pai em Viena para dar à luz, e manifestou que não pretendia voltar para o marido. O imperador Leopoldo I ficou ofendido com o comportamento do genro, pois enquanto Maria Antónia estava grávida. Quando o imperador lhe escreveu pedindo que se separasse da condessa, Maximiliano Emanuel respondeu, indignado, que ele deveria ficar fora da sua vida conjugal. 
No entanto, Maximiliano Emanuel também queria ter boas relações com os parentes espanhóis de sua esposa, como evidenciado pelas cartas que ele costumava escrever para a avó dela, a rainha Maria Ana da Espanha. Por exemplo, um mês antes de Maria Antónia dar à luz, Maximiliano Emanuel escreveu à rainha espanhola:
| «Minha querida esposa continua sua gravidez em Viena com ótima saúde. Pensei que deveria retornar a Munique para dar a mim mesmo e aos meus súditos o conforto de ela dar à luz lá; Mas já que os médicos em Viena explicaram as más consequências que a viagem poderia trazer, tenho que me privar desse consolo. Caso contrário, peço a Deus que tudo fique bem...» |

## Morte e consequências
Maria Antónia morreu em 18 de janeiro de 1669, no Palácio Imperial de Hofburg, em Viena, de complicações no pós-parto do terceiro e último filho, José Fernando.
Como sobrinha de Carlos II da Espanha, Maria Antónia foi de grande relevância em conexão com a sucessão ao trono espanhol, que era uma questão política importante no final da Europa do século XVII. Um de seus filhos, José Fernando, era de importância central para a política européia no final do século XVII, apesar de sua juventude, como pretendente ao trono da Espanha em antecipação à mãe após a mãe da extinção da Casa de Habsburgo em aquele país. A morte de José Fernando antes da de Carlos II, o último rei dos Habsburgos da Espanha, ajudou a desencadear a Guerra da Sucessão Espanhola.. Se ele tivesse sobrevivido a Carlos, as potências européias provavelmente o teriam permitido entrar no trono da Espanha.

## Árvore genealógica
|  |  |  |  |  |  |  |  |  |  |  |  |                                 |                                 |                                 |                                 |                                 |                                 |                                       |                                       |                                       |                                       |                                       |                                       |                                |                                |                                    |                                |                                |                                |  |  |                                                  |                                                  |                                                  |                                                  |                                                  |                                                  |                                                 |                                                 |                                                 |                                                 |                                |                                |                                |                                |  |  |  |  |  |  |
|  |  |  |  |  |  |  |  |  |  |  |  |                                 |                                 |                                 |                                 |                                 |                                 |                                       |                                       |                                       |                                       |                                       |                                       |                                |                                |                                    |                                |                                |                                |  |  |                                                  |                                                  |                                                  |                                                  |                                                  |                                                  |                                                 |                                                 |                                                 |                                                 |                                |                                |                                |                                |  |  |  |  |  |  |
|  |  |  |  |  |  |  |  |  |  |  |  | Filipe III da Espanha 1578–1621 | Filipe III da Espanha 1578–1621 | Filipe III da Espanha 1578–1621 | Filipe III da Espanha 1578–1621 | Filipe III da Espanha 1578–1621 | Filipe III da Espanha 1578–1621 |                                       |                                       |                                       |                                       |                                       |                                       | Margarida da Áustria 1584–1611 | Margarida da Áustria 1584–1611 | Margarida da Áustria 1584–1611     | Margarida da Áustria 1584–1611 | Margarida da Áustria 1584–1611 | Margarida da Áustria 1584–1611 |  |  | Fernando II Imperador Romano-Germânico 1578–1637 | Fernando II Imperador Romano-Germânico 1578–1637 | Fernando II Imperador Romano-Germânico 1578–1637 | Fernando II Imperador Romano-Germânico 1578–1637 | Fernando II Imperador Romano-Germânico 1578–1637 | Fernando II Imperador Romano-Germânico 1578–1637 |                                                 |                                                 | Maria Ana da Baviera 1574–1616                  | Maria Ana da Baviera 1574–1616                  | Maria Ana da Baviera 1574–1616 | Maria Ana da Baviera 1574–1616 | Maria Ana da Baviera 1574–1616 | Maria Ana da Baviera 1574–1616 |  |  |  |  |  |  |
|  |  |  |  |  |  |  |  |  |  |  |  | Filipe III da Espanha 1578–1621 | Filipe III da Espanha 1578–1621 | Filipe III da Espanha 1578–1621 | Filipe III da Espanha 1578–1621 | Filipe III da Espanha 1578–1621 | Filipe III da Espanha 1578–1621 |                                       |                                       |                                       |                                       |                                       |                                       | Margarida da Áustria 1584–1611 | Margarida da Áustria 1584–1611 | Margarida da Áustria 1584–1611     | Margarida da Áustria 1584–1611 | Margarida da Áustria 1584–1611 | Margarida da Áustria 1584–1611 |  |  | Fernando II Imperador Romano-Germânico 1578–1637 | Fernando II Imperador Romano-Germânico 1578–1637 | Fernando II Imperador Romano-Germânico 1578–1637 | Fernando II Imperador Romano-Germânico 1578–1637 | Fernando II Imperador Romano-Germânico 1578–1637 | Fernando II Imperador Romano-Germânico 1578–1637 |                                                 |                                                 | Maria Ana da Baviera 1574–1616                  | Maria Ana da Baviera 1574–1616                  | Maria Ana da Baviera 1574–1616 | Maria Ana da Baviera 1574–1616 | Maria Ana da Baviera 1574–1616 | Maria Ana da Baviera 1574–1616 |  |  |  |  |  |  |
|  |  |  |  |  |  |  |  |  |  |  |  |                                 |                                 |                                 |                                 |                                 |                                 |                                       |                                       |                                       |                                       |                                       |                                       |                                |                                |                                    |                                |                                |                                |  |  |                                                  |                                                  |                                                  |                                                  |                                                  |                                                  |                                                 |                                                 |                                                 |                                                 |                                |                                |                                |                                |  |  |  |  |  |  |
|  |  |  |  |  |  |  |  |  |  |  |  |                                 |                                 |                                 |                                 |                                 |                                 |                                       |                                       |                                       |                                       |                                       |                                       |                                |                                |                                    |                                |                                |                                |  |  |                                                  |                                                  |                                                  |                                                  |                                                  |                                                  |                                                 |                                                 |                                                 |                                                 |                                |                                |                                |                                |  |  |  |  |  |  |
|  |  |  |  |  |  |  |  |  |  |  |  |                                 |                                 |                                 |                                 |                                 |                                 |                                       |                                       |                                       |                                       |                                       |                                       | Maria Ana da Espanha 1606–46   | Maria Ana da Espanha 1606–46   | Maria Ana da Espanha 1606–46       | Maria Ana da Espanha 1606–46   | Maria Ana da Espanha 1606–46   | Maria Ana da Espanha 1606–46   |  |  |                                                  |                                                  |                                                  |                                                  | Fernando III Imperador Romano-Germânico 1608–57  | Fernando III Imperador Romano-Germânico 1608–57  | Fernando III Imperador Romano-Germânico 1608–57 | Fernando III Imperador Romano-Germânico 1608–57 | Fernando III Imperador Romano-Germânico 1608–57 | Fernando III Imperador Romano-Germânico 1608–57 |                                |                                |                                |                                |  |  |  |  |  |  |
|  |  |  |  |  |  |  |  |  |  |  |  |                                 |                                 |                                 |                                 |                                 |                                 |                                       |                                       |                                       |                                       |                                       |                                       | Maria Ana da Espanha 1606–46   | Maria Ana da Espanha 1606–46   | Maria Ana da Espanha 1606–46       | Maria Ana da Espanha 1606–46   | Maria Ana da Espanha 1606–46   | Maria Ana da Espanha 1606–46   |  |  |                                                  |                                                  |                                                  |                                                  | Fernando III Imperador Romano-Germânico 1608–57  | Fernando III Imperador Romano-Germânico 1608–57  | Fernando III Imperador Romano-Germânico 1608–57 | Fernando III Imperador Romano-Germânico 1608–57 | Fernando III Imperador Romano-Germânico 1608–57 | Fernando III Imperador Romano-Germânico 1608–57 |                                |                                |                                |                                |  |  |  |  |  |  |
|  |  |  |  |  |  |  |  |  |  |  |  |                                 |                                 |                                 |                                 |                                 |                                 |                                       |                                       |                                       |                                       |                                       |                                       |                                |                                |                                    |                                |                                |                                |  |  |                                                  |                                                  |                                                  |                                                  |                                                  |                                                  |                                                 |                                                 |                                                 |                                                 |                                |                                |                                |                                |  |  |  |  |  |  |
|  |  |  |  |  |  |  |  |  |  |  |  |                                 |                                 |                                 |                                 |                                 |                                 |                                       |                                       |                                       |                                       |                                       |                                       |                                |                                |                                    |                                |                                |                                |  |  |                                                  |                                                  |                                                  |                                                  |                                                  |                                                  |                                                 |                                                 |                                                 |                                                 |                                |                                |                                |                                |  |  |  |  |  |  |
|  |  |  |  |  |  |  |  |  |  |  |  | Filipe IV da Espanha 1605–65    | Filipe IV da Espanha 1605–65    | Filipe IV da Espanha 1605–65    | Filipe IV da Espanha 1605–65    | Filipe IV da Espanha 1605–65    | Filipe IV da Espanha 1605–65    |                                       |                                       |                                       |                                       |                                       |                                       | Maria Ana da Áustria 1634–96   | Maria Ana da Áustria 1634–96   | Maria Ana da Áustria 1634–96       | Maria Ana da Áustria 1634–96   | Maria Ana da Áustria 1634–96   | Maria Ana da Áustria 1634–96   |  |  |                                                  |                                                  |                                                  |                                                  |                                                  |                                                  |                                                 |                                                 |                                                 |                                                 |                                |                                |                                |                                |  |  |  |  |  |  |
|  |  |  |  |  |  |  |  |  |  |  |  | Filipe IV da Espanha 1605–65    | Filipe IV da Espanha 1605–65    | Filipe IV da Espanha 1605–65    | Filipe IV da Espanha 1605–65    | Filipe IV da Espanha 1605–65    | Filipe IV da Espanha 1605–65    |                                       |                                       |                                       |                                       |                                       |                                       | Maria Ana da Áustria 1634–96   | Maria Ana da Áustria 1634–96   | Maria Ana da Áustria 1634–96       | Maria Ana da Áustria 1634–96   | Maria Ana da Áustria 1634–96   | Maria Ana da Áustria 1634–96   |  |  |                                                  |                                                  |                                                  |                                                  |                                                  |                                                  |                                                 |                                                 |                                                 |                                                 |                                |                                |                                |                                |  |  |  |  |  |  |
|  |  |  |  |  |  |  |  |  |  |  |  |                                 |                                 |                                 |                                 |                                 |                                 |                                       |                                       |                                       |                                       |                                       |                                       |                                |                                |                                    |                                |                                |                                |  |  |                                                  |                                                  |                                                  |                                                  |                                                  |                                                  |                                                 |                                                 |                                                 |                                                 |                                |                                |                                |                                |  |  |  |  |  |  |
|  |  |  |  |  |  |  |  |  |  |  |  |                                 |                                 |                                 |                                 |                                 |                                 | Margarida Teresa da Espanha 1651–1673 | Margarida Teresa da Espanha 1651–1673 | Margarida Teresa da Espanha 1651–1673 | Margarida Teresa da Espanha 1651–1673 | Margarida Teresa da Espanha 1651–1673 | Margarida Teresa da Espanha 1651–1673 |                                |                                |                                    |                                |                                |                                |  |  |                                                  |                                                  |                                                  |                                                  | Leopoldo I Imperador Romano-Germânico 1640–1705  | Leopoldo I Imperador Romano-Germânico 1640–1705  | Leopoldo I Imperador Romano-Germânico 1640–1705 | Leopoldo I Imperador Romano-Germânico 1640–1705 | Leopoldo I Imperador Romano-Germânico 1640–1705 | Leopoldo I Imperador Romano-Germânico 1640–1705 |                                |                                |                                |                                |  |  |  |  |  |  |
|  |  |  |  |  |  |  |  |  |  |  |  |                                 |                                 |                                 |                                 |                                 |                                 | Margarida Teresa da Espanha 1651–1673 | Margarida Teresa da Espanha 1651–1673 | Margarida Teresa da Espanha 1651–1673 | Margarida Teresa da Espanha 1651–1673 | Margarida Teresa da Espanha 1651–1673 | Margarida Teresa da Espanha 1651–1673 |                                |                                |                                    |                                |                                |                                |  |  |                                                  |                                                  |                                                  |                                                  | Leopoldo I Imperador Romano-Germânico 1640–1705  | Leopoldo I Imperador Romano-Germânico 1640–1705  | Leopoldo I Imperador Romano-Germânico 1640–1705 | Leopoldo I Imperador Romano-Germânico 1640–1705 | Leopoldo I Imperador Romano-Germânico 1640–1705 | Leopoldo I Imperador Romano-Germânico 1640–1705 |                                |                                |                                |                                |  |  |  |  |  |  |
|  |  |  |  |  |  |  |  |  |  |  |  |                                 |                                 |                                 |                                 |                                 |                                 |                                       |                                       |                                       |                                       |                                       |                                       |                                |                                |                                    |                                |                                |                                |  |  |                                                  |                                                  |                                                  |                                                  |                                                  |                                                  |                                                 |                                                 |                                                 |                                                 |                                |                                |                                |                                |  |  |  |  |  |  |
|  |  |  |  |  |  |  |  |  |  |  |  |                                 |                                 |                                 |                                 |                                 |                                 |                                       |                                       |                                       |                                       |                                       |                                       |                                |                                | Maria Antónia da Áustria 1669–1692 |                                |                                |                                |  |  |                                                  |                                                  |                                                  |                                                  |                                                  |                                                  |                                                 |                                                 |                                                 |                                                 |                                |                                |                                |                                |  |  |  |  |  |  |